# Forestdale, Alabama
Forestdale är en ort (CDP) i Jefferson County, i delstaten Alabama, USA. Enligt United States Census Bureau har orten en folkmängd på 10 162 invånare (2010) och en landarea på 17,8 km².